# Lucile Boiteau-Allorge
Pour les articles homonymes, voir Boiteau et Allorge.
Lucile Boiteau-Allorge est une botaniste française née le 25 octobre 1937 à Antananarivo (Madagascar) et morte le 31 août 2023 à Saint-Rémy-lès-Chevreuse.

## Biographie
Née le 25 octobre 1937 à Antananarivo, Lucile Allorge est la fille de Pierre Boiteau, fondateur et directeur du Parc botanique et zoologique de Tsimbazaza. Elle est titulaire d'un doctorat ès sciences botaniques,.
Elle est membre de nombreuses sociétés savantes, notamment de la Société botanique de France, qui lui décerne le prix de Coincy en 2011, et de la Société des explorateurs français.
Elle entre au CNRS en 1968. Attachée au Muséum national d'histoire naturelle (MNHN), elle effectue de nombreuses missions en Guyane française, à Madagascar, aux Philippines, au Venezuela et en Malaisie.
Lucile Allorge a publié plus d'une centaine d'articles scientifiques. Elle est chevalier de l'Ordre national du mérite malgache. En 2007 elle est élue à l'Académie des sciences d'outre-mer comme membre correspondant de la 4e section.
Elle meurt le 31 août 2023 à Saint-Rémy-lès-Chevreuse à l'âge de 85 ans.

## Éponymie
- Liliaceae Aloe lucile-allorgeae Rauh
- Crassulaceae Kalanchoe lucile-allorgei Rauh & Mangeldorf
- Buthidae Tityobuthus lucileae[8]

## Publications

### Monographies et livres
- Lucile Allorge Plantes de Madagascar : atlas. Plaissan :  MUSEO (1re éd. 2008), 220 p., 2017  (ISBN 978-2-37375-025-6 et 2-37375-025-2)
- Lucile Allorge (collaboratrice) Je sais utiliser mes huiles essentielles. Paris : Rue de l’échiquier, 2016
- Ouvrage collectif sous la direction de Lucile Allorge et Thomas Haevermans, Namoroka : mission à Madagascar. Toulouse : Privat ; Paris : Muséum National d'Histoire Naturelle, 2015
- Yves Delange, Yves-Marie Allain, Françoise-Hélène Jourda, Lucile Allorge Les serres : le génie architectural au service des plantes. Arles : Actes Sud, 2013.
- Régine Rosenthal, Lucile Allorge, Jean-Noël Burte, Christian Messier Origines : les forêts primaires dans le monde. Toulouse : Privat, 2012
- Lucile Allorge-Boiteau et Maxime Allorge Faune et flore de Madagascar. Paris : Karthala, 2011
- Lucile Allorge-Boiteau, Régine Rosenthal Madagascar : l'Eden fragile : biodiversité. Toulouse : Privat, 2010
- Lucile Allorge Plantes de Madagascar : atlas. Paris : Ulmer, 2008
- Lucile Allorge La fabuleuse odyssée des plantes : les botanistes voyageurs, les jardins des plantes, les herbiers. Paris : JC Lattès, 2003 (prix Émile Gallé)
- Suzanne Mollet et Lucile Allorge Histoire du Parc Botanique et Zoologique de Tsimbazaza Éditions Alzieu, Grenoble, 2000
- Pierre Boiteau, Marthe Boiteau et Lucile Allorge Dictionnaire des noms malgaches des végétaux  Éditions Alzieu. Grenoble. 1999
- Pierre Boiteau, Lucile Allorge-Boiteau Kalanchoe (Crassulacées) de Madagascar : systématique, écophysiologie et phytochimie. Paris : Karthala, 1995
- Pierre Boiteau et Lucile Allorge-Boiteau Plantes médicinales de Madagascar. Paris : Karthala, 1993
- Direction scientifique de la réédition de l'illustration des genres par Jean-Baptiste de Lamarck, 1000 planches, 10 volumes. Paris : Éditions Amarca, 1989. Traduction en espagnol par Liber Ediciones, 1995.
- Lucile Allorge Monographie des Apocynacées - Tabernaemontanoïdées américaines. Muséum national d'Histoire naturelle, Paris, 216p. (Mémoires du Muséum national d'Histoire naturelle, Sér. B – Botanique (1950-1992) ; 30). 1985.

### Préface
- Isabelle Pachioni Aromatherapia : tout sur les huiles essentielles, les connaître, les utiliser, beauté, santé, bien-être : 500 recettes pratiques pour tous. Paris : Aroma Thera, 2014
- Raymond Decary (extraits choisis par sa fille Yvonne) Madagascar, passion d’un naturaliste pages 11 à 15. Éditions Alzieu, BP 232, 38522 Saint Égrève Cedex. 2012.  (ISBN 978-2-35022-112-0)

### Expositions
Passions botaniques : naturalistes voyageurs au temps des grandes découvertes : exposition, Ploézal, Domaine départemental de la Roche Jagu, 7 juin-9 novembre 2008. Rennes : Ouest-France, 2008

## Filmographie
- « Sur la piste de Wallace » expédition aux Philippines en janvier 2000 sous la direction de Patrice Franceschi. DVD.
- « Les sortilèges de l’île rouge » Madagascar, Ankarana, en novembre 2001, réalisateur Alain Tixier, Ushuaïa Nicolas Hulot, DVD.
- « Le labyrinthe secret de Namoroka » réalisateurs Jean-Michel Corillion et Isabelle Coulon